# Santi Protomartiri Romani
Santi Protomartiri Romani, även benämnd Santi Protomartiri a Via Aurelia Antica, är en kyrkobyggnad och titelkyrka i Rom, helgad åt den romerska kyrkans första martyrer. Kyrkan är belägen vid Via Angelo di Pietro i quartiere Aurelio och tillhör församlingen Santi Protomartiri Romani.

## Historia
Kyrkan uppfördes åren 1966–1968 efter ritningar av arkitekten Francesco Fornari och konsekrerades år 1968.
Fasaden har en portik med inskriptionen: d.o.m. in hon. ss. protomartyrum. a.d. mcmlxviii.
Det högra sidokapellet är invigt åt den korsfäste Kristus och det vänstra åt Jungfru Maria.

## Titelkyrka
Kyrkan stiftades som titelkyrka med namnet Santi Protomartiri a Via Aurelia Antica av påve Paulus VI år 1969.
Kardinalpräster
- Joseph Malula: 1969–1989
- Henri Schwery: 1991–2021

## Bilder
| - Vänster sidokapell – invigt åt Jungfru Maria. - Höger sidokapell – invigt åt den korsfäste Kristus. |

## Kommunikationer
- Tunnelbanestation Baldo degli Ubaldi – Roms tunnelbana, linje